# Aulacus moerens
Aulacus moerens är en stekelart som beskrevs av John Obadiah Westwood 1868. Aulacus moerens ingår i släktet Aulacus och familjen vedlarvsteklar. Inga underarter finns listade.